# Shaushtatar

Sello real de Shaushtatar

Shaushtatar fue un rey de Mitani, que reinó en la segunda mitad del siglo XV a. C..
Era hijo de su antecesor en el trono, ya fuera éste Barattarna o el desconocido Parshatar. Su sello real se encontró en una carta del archivo de Nuzi. En un tratado posterior en más de un siglo a su reinado, se afirma que conquistó y saqueó Asur, la capital de Asiria, de donde trasladó unas puertas de oro y plata a su propio palacio de Washshukanni.
Logró aumentar la influencia de Mitani en Siria,coincidiendo con la renuncia a la política exterior de Egipto, gobernado por la faraona Hatshepsut.